# ABC transportér

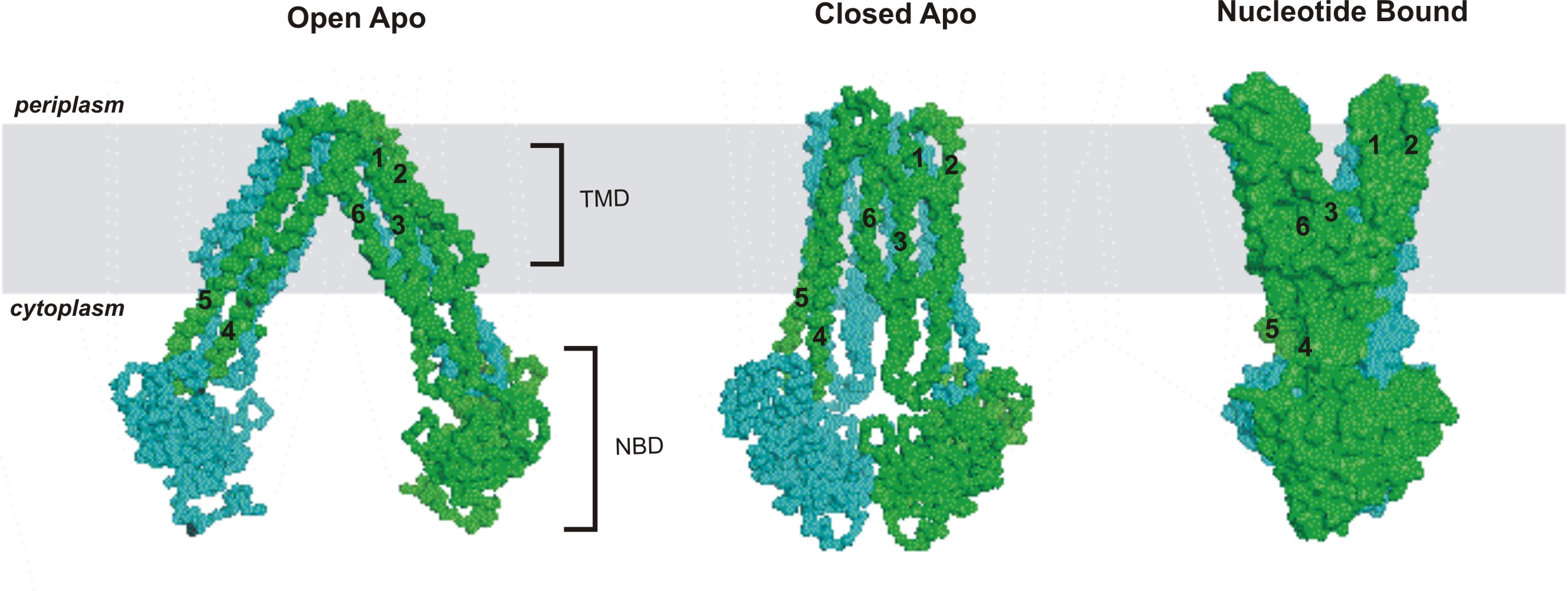
Během činnosti ABC transportéru MsbA se periodicky mění jeho prostorové uspořádání

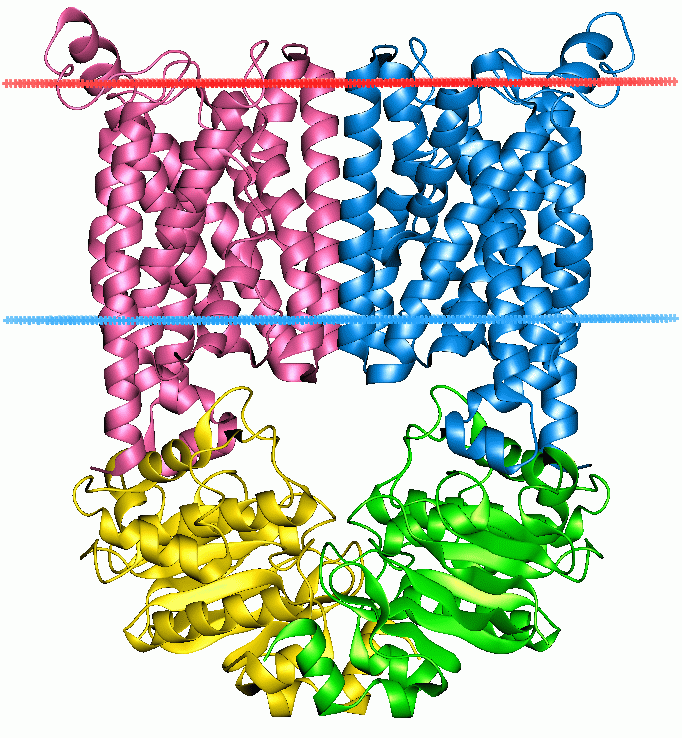
Bakteriální ABC transportér pro vitamín B12

ABC transportér (zkratka slov ATP Binding Cassette), též ABC pumpa či ABC transportní protein, je souhrnné označení pro obrovské množství různých transmembránových proteinů schopných aktivně přenášet různé látky dovnitř či ven přes membránu za spotřeby ATP. Představují zřejmě největší rodinu proteinů vůbec a jejich geny zabírají v genomu E. coli 4 %; v huseníčku je genů pro ABC transportéry více než 100. Patří mezi buněčné pumpy.

## Struktura
Ačkoliv je ve stavbě ABC transportérů velká rozmanitost, dají se vystopovat některé obecné rysy. ABC pumpy se skládají z 2–4 domén: některé se označují NBD (nucleotide binding domain) a jsou schopné navázat ATP, jiné jsou označovány TMD (transmembrane domain) a ty představují v typickém případě šest alfa-helixů procházejících přes membránu.
ABC transportéry se dále u prokaryot dělí na 27 rodin (známější je např. gen LmrA schopný vypumpovat z bakteriálních buněk léky), u eukaryot se obvykle rozlišuje rodin 12 (známý je z těchto např. gen MDR1 chránící některé rakovinné buňky před účinkem léků). Různé ABC transportéry jsou schopné přenášet přes membránu sacharidy, aminokyseliny, lipidy, ionty, peptidy i proteiny, toxiny a léky včetně antibiotik a další. Některé fungují jako fosfolipidové flipázy. Jsou pro tělo obvykle životně důležité: poškozením ABC transportéru chloridových aniontů (tzv. genu CFTR) ale např. vzniká závažné genetické onemocnění cystická fibróza.